# بروك ليونز
بروك ليونز (بالإنجليزية: Brooke Lyons)‏ هي ممثلة أمريكية، ولدت في 8 نوفمبر 1980 في واشنطن العاصمة في الولايات المتحدة.

## أعمال

### أفلام
- مرحبا بك في بيتك روسكو جنكينز

## وصلات خارجية
- الموقع الرسمي
- بروك ليونز على موقع IMDb (الإنجليزية)
- بروك ليونز على موقع ألو سيني (الفرنسية)
- بروك ليونز على موقع ديسكوغز (الإنجليزية)
- بروك ليونز على موقع قاعدة بيانات الفيلم (الإنجليزية)